# Південний Парк (сезон 27)
Двадцять сьомий сезон американського анімаційного телесеріалу «Південний Парк» розпочався на каналі Comedy Central 23 липня 2025 (у США) та 25 липня 2025 (у Європі). У Європі серії 27-го сезону на Comedy Central показують із субтитрами.

## Акторський склад
- Трей Паркер — Стен Марш / Ерік Картмен
- Метт Стоун — Кайл Брофловскі / Кенні Маккормік

## Епізоди
| № загальний | № в сезоні | Назва                                       | Режисер     | Автор сценарію | Дата прем'єри | Виробничий код | Глядачі США (млн) |
| --- | ---------- | ------------------------------------------- | ----------- | -------------- | ------------- | -------------- | ----------------- |
| 329 | 1          | "Проповідь на «Горі» «Sermon on the 'Mount» | Трей Паркер | Трей Паркер    | 23 липня 2025 | 2701           | TBA               |
| У країні новий президент. Картмен з жахом дізнається, що його улюблену радіостанцію NPR, де ліберали скиглять і жаліються на життя, закрили. ПК-Директор більше не політкоректний — він усвідомив свою помилку і став християнином. Він запросив Ісуса до школи. «Воук»-культура тепер під забороною, можна ображати кого завгодно. Ерік не розуміє, навіщо взагалі жити в такому світі, і вирішує покінчити життя самогубством — заодно й із Баттерсом. Мешканці міста, які в більшості голосували за Дональда Трампа, обурені нав'язуванням релігії в школах. У Саус Парку починаються протести. Трамп подає до суду на місто. Ісус намагається заспокоїти людей, просить їх не виступати проти Трампа, щоб не стало ще гірше. Тим часом у самого Трампа — інтимні стосунки з Сатаною. |            |                                             |             |                |               |                |                   |

## Виробництво
У вересні 2024 року творці мультсеріалу, Трей Паркер і Метт Стоун, оголосили, що прем'єра 27-го сезону буде перенесена на 2025 рік, щоб не робити серію про президентські вибори і не пародіювати в черговий раз Дональда Трампа, про якого вже всі сказали під час двох минулих його кампаній.
2 квітня 2025 року на офіційному YouTube-каналі «Південного Парку» опублікований офіційний тизер-трейлер 27-го сезону серіалу, в якому було розкрито дату прем'єри сезону 9 липня. Лекс Бріскузо з IGN зазначила, що трейлер включав кадри з важливими і злободенними подіями сезону: поява скандального репера P. Diddy, війна з Канадою, знесення Статуї Свободи і низка великих авіакатастроф. З прес-релізу за 2 липня стало відомо, що прем'єра перенесена на 23 липня. Перенесення імовірно пов'язане з процесом злиття Skydance Media і Paramount Global (материнська компанія каналу Comedy Central).